# Monika Borys
Monika Borys (ur. 14 sierpnia 1965 w Warszawie) – polska piosenkarka, tancerka, aktorka i fotomodelka. 

## Życiorys

### Rodzina i edukacja
Urodziła się i dorastała w Warszawie. Jej matka, Halina Teresa „Lala” Osowska–Borys, występowała w Zespole Pieśni i Tańca „Mazowsze” i była jedną z założycielek dziecięcego Zespołu Pieśni i Tańca „Varsovia”. Monika w dzieciństwie kolegowała się z Małgorzatą Walewską.
Ukończyła wydział estradowy Państwowej Szkoły Baletowej w Warszawie.

### Początki kariery
W 1984 zadebiutowała jako tancerka w choreografii Małgorzaty Potockiej w musicalu autorstwa Ryszarda Marka Grońskiego i Daniela Passenta Seks i pieniądze w reż. Witolda Fillera na scenie warszawskiego Teatru Syrena. W tym samym roku wystąpiła na 18. Festiwalu Piosenki Żołnierskiej w Kołobrzegu w widowisku Mały Festiwal, w którym zaśpiewała piosenkę „Stary samolot”. W 1985 wystąpiła na 14. Festiwalu Piosenki Żołnierskiej w widowisku Kołobrzeska Legenda z piosenką „Z piłką na plaży”. 
Przez kolejne osiem lat występowała w Teatrze Syrena, zagrała w przedstawieniach: Co kto lubi Tadeusza Drozdy (1985) w roli Małolaty, Śmiech na linii (1986), W zielonozłotym Singapurze Jonaszy Kofty (1988) jako Dziewczyna liryczna, Seks i polityka II Ryszarda Marka Grońskiego (1988) i Obyś żył w ciekawych czasach Ryszarda Marka Grońskiego (1990). W teatrze poznała Ryszarda Poznakowskiego, który do słów Grażyny Orlińskiej skomponował jej pierwszą piosenkę „To nie jest pora na miłość” z 1987. Z piosenkami tego kompozytora wystąpiła na różnych festiwalach, w tym na Festiwalu Piosenki Żołnierskiej w Kołobrzegu.

### Współpraca z Jarosławem Kukulskim
W 1987 poznała kompozytora Jarosława Kukulskiego, z którym zawarła związek małżeński (zakończony rozwodem w 2003) i ma syna Piotra (ur. 1989). W 1988 zaistniała w świadomości słuchaczy dzięki kompozycjom Kukulskiego – „Nie masz prawa”, „Bohater roku” i „Słodka Lady”, która zwyciężyła w listopadowej telewizyjnej giełdzie piosenki. W plebiscycie czytelników „Panoramy” została uznana za najlepszy debiut roku 1988. Jej zdjęcia zostały opublikowane na okładkach magazynów: „Synkopa” (1988), „Ekran” (nr 12/1990-03-22) i „TIM” (1991).
W 1989 za utwór „Co ty królu złoty” otrzymała nagrodę publiczności podczas koncertu Premier w ramach 26. Krajowego Festiwalu Piosenki Polskiej w Opolu. W tym samym roku wystąpiła z tym utworem także na Festiwalu w Sopocie.  Nagrała wiele teledysków, a jej piosenki cieszyły się powodzeniem w konkursie radiowym Programu I Polskiego Radia – Radiowa piosenka tygodnia; na pierwsze miejsce tej listy trafiły nagrania: „Co ty królu złoty”, „Nie masz prawa” i „Ty uratujesz mnie”. W 1990 na festiwalu w Opolu w krótkim koncercie poświęconym pamięci Anny Jantar wykonała jej utwór „Moje jedyne marzenie”, a także zaśpiewała swoje przeboje: „Słodka Lady” i „Co ty królu złoty”. W tym samym roku wydała debiutancki album pt. Ściana i groch i ponowiła współpracę z Teatrem Syrena, dla którego nagrała piosenki: „Bóg stworzył dla mnie świat”, „Sexy bądź” i „Za każdy błąd”. W 1991 na galowym koncercie opolskiego festiwalu zaśpiewała utwór „Przydział twój” w duecie z Jarosławem Kukulskim. Na tym samym festiwalu wzięła udział w konkursie, w którym zaśpiewała piosenki „Dance with Me” i „Słodka Lady”. Wydała również płytę z piosenkami dla dzieci. W grudniu tego samego roku nagrała kolędy na kolejny album. Na początku 1993 wystąpiła z premierową piosenką „Życie jest jak sen” w telewizyjnym konkursie Muzyczna Jedynka. Pod koniec 1994 nagrała piosenkę „Nie jestem zła”.
W połowie lat 90. zawiesiła karierę muzyczną, by zająć się rodziną i chorym mężem. Na scenę powróciła w 1996, kiedy to podpisała kontrakt płytowy z Quazar Records i wydała pierwszy od kilku lat album, który promowała singlami: „Pomóż mi wstać” i „Niebo we łzach”. W 2004 wydała album z kolędami. W sierpniu 2008 wydała minialbum pt. Co ty królu złoty.

## Dyskografia

### Albumy
- 1990: Ściana i groch (wyd. Polskie Nagrania „Muza”)[3]
- 1991: Kolędy[3]
- 1992: Piosenki o najpiękniejszych bajkach świata[3]
- 2003: Chcę... (album niewydany)
- 2004: Najpiękniejsze polskie kolędy[3]
- 2008: Co ty królu złoty[3]

### Single
- 1988: „Nie masz prawa” / „Bohater roku”[3]
- 1993: „Sexy bądź”
- 1993: „Życie jest jak sen”

## Radiowa piosenka tygodnia
Wszystkie piosenki pochodzą z płyty Ściana i groch.
| Rok  | Tytuł                    | PR I |
| ---- | ------------------------ | ---- |
| 1988 | „Nie masz prawa”         | 1    |
| 1988 | „Bohater roku”           | 2    |
| 1988 | „Ściana i groch”         | 2    |
| 1989 | „Co ty królu złoty”      | 1    |
| 1989 | „Słodka Lady”            | 2    |
| 1990 | „Ty uratujesz mnie”      | 1    |
| 1991 | „Ze mną tańcz”           | 3    |
| 1991 | „Nie żal mi złotych łez” | 7    |
| 1991 | „Przydział twój”         | 5    |

## Wybrane teledyski
- „Bohater roku”
- „Nie masz prawa”
- „Sexy bądź”
- „Ściana i groch”
- „To nie jest pora na miłość”
- „Ty uratujesz mnie”
- „Za każdy błąd”
- „Ze mną tańcz”
- „Życie jest jak sen”

## Filmografia
- 1985: Chrześniak
- 1986: Ojcowizna
- 1987: 07 zgłoś się - odc. 20 – „Złocisty”; odc. 21 – „Przerwany urlop”